# De Nobili di Vezzano

Stemma dei De Nobili di Vezzano

I De Nobili o De Nobili di Vezzano sono un'antica famiglia aristocratica ligure di origini feudali, che ha prodotto numerosi uomini politici, ecclesiastici e imprenditori italiani.
La famiglia si è stabilita alla Spezia dal X secolo.

## Origini
La famiglia trae origine dal suo feudo medievale di Vezzano Ligure.
Il borgo di Vezzano nacque probabilmente come presidio stradale fortificato sul passo che congiunge il golfo della Spezia con la valle della Magra. Detenendo il presidio chiave su questo territorio, soprattutto al momento dello sfaldamento dei poteri legittimi ed ecclesiastici, si era in grado di esercitare di fatto e successivamente di diritto un potere territoriale e poi politico.
I Signori di Vezzano, forse legati a una dinastia Obertenga, giunsero a costituire una consorteria gentilizia ligure. 

L'origine della famiglia è incerta. Secondo alcuni il capostipite sarebbe Grimaldo, vassallo del vescovo di Luni, discendente probabilmente di quella casta militare longobarda stabilitasi in Lucchesia e che per la sua partecipazione alla difesa delle coste dalle scorrerie saracene ebbe l'amministrazione di alcuni centri curtensi.
Feudatari nell'estremo levante ligure, la famiglia giunse ad avere la signoria di Vezzano, Beverino, Carpena, Vesigna, Polverara, Montedivalli, Isola-Luni e Ponzano e giunse ad influenzare direttamente o indirettamente la vita della Lunigiana per i primi tre secoli dopo il Mille.
Abilmente arrivano ad estendere il loro patrocinio anche al Monastero del Tino per creare un potere ecclesiastico autonomo e quindi in antitesi a quello del Vescovo di Luni. 
Nel corso dell'XI secolo la famiglia dei di Vezzano effettua cospicue donazioni all'abbazia di San Venerio nell'isola del Tino e, nel 1084, dispone per la riedificazione in nuove forme romaniche dell'antica chiesa paleocristiana di San Venerio alla Spezia.
L'affermazione di Genova nel Levante ligure accelera la decadenza del loro potere feudale. Nel 1104 i di Vezzano arrivano a vendere a Genova prima Sestri Levante, poi il borgo di Portovenere e la Palmaria. Qualche anno più tardi, nel 1152, vendono Lerici a Lucca.
Cercando di consolidare il proprio potere in Lunigiana si avvicinano all'imperatore Federico Barbarossa, ponendosi sotto la sua protezione nel 1154. Tra i signori di Vezzano sotto la protezione del Barbarossa si distingue la linea familiare originata da Bernigerio. A suo figlio, Guglielmo "Bianco" (I), il Barbarossa riconfermerà le antiche investiture feudali nel 1175, concedendogli il diritto di pedaggio tra Sarzana e Santo Stefano di Magra. 
Il 30 maggio del 1202 un sesto di questa facoltà venne venduta da Guglielmo Bianco al borgo di Sarzana per 60 lire imperiali. 

Ancora, nel 1238 Federico II di Svevia confermerà il medesimo diritto a Rolando, figlio di Guglielmo Bianco (II). Altri figli di Guglielmo furono Grimaldino e Ugolino.
A cavallo del XIII secolo i di Vezzano si schierano al fianco del vescovo di Luni nella lotta intrapresa per contrastare il crescente potere dei Malaspina, che, sul finire del XII secolo, avevano acquistato dai marchesi d'Este molti beni obertenghi con l'intenzione di costituire un vasto dominio esteso anche ai possessi vezzanesi.

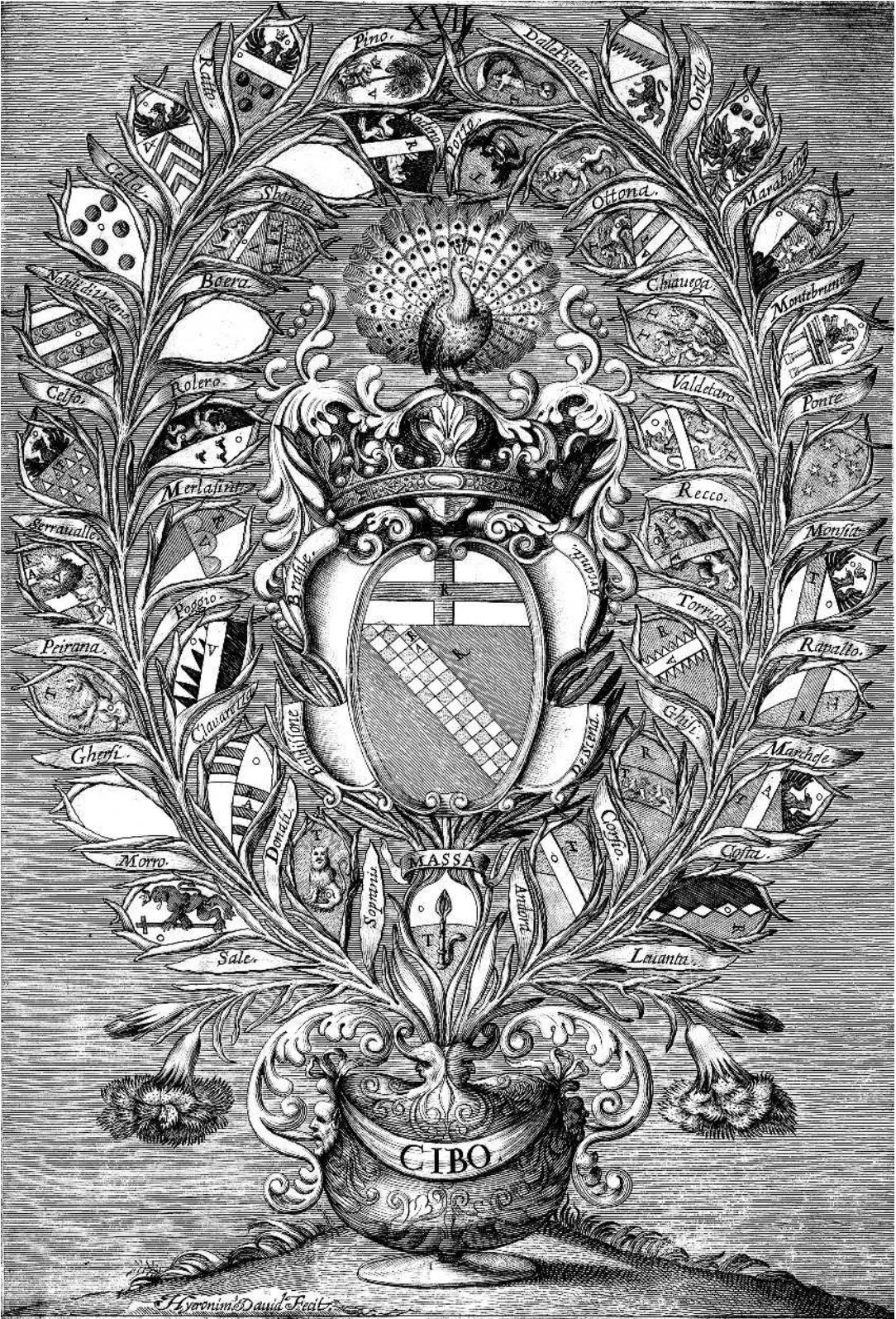
Gli stemmi delle famiglie componenti l’albergo Cibo nel 1528. In alto a sinistra è visibile quello dei Nobili di Vezzano.
Fonte: A. FRANZONI, Nobiltà di Genova (1636)

Come altre famiglie feudatarie legate ai possedimenti terrieri, anche il potere dei signori di Vezzano nelle vicende locali si avvia ormai verso un inarrestabile declino.
Tra il 1223 e il 1224 i Nobili di Vezzano giurano fedeltà alla Repubblica di Genova, dove la famiglia viene aggregata all'Albergo Cybo. 
A partire dal 1276, tutto il territorio vezzanese viene incorporato nella Repubblica genovese di cui condividerà le sorti e la decadenza fino alla caduta della Repubblica alla fine del XVIII secolo.
I signori di Vezzano, abbandonato l’avito castello, si trasferiranno a Carpena come «de nobilibus Vexani» (da cui poi il solo cognome De Nobili), continuando ad essere una delle più importanti famiglie della Lunigiana.

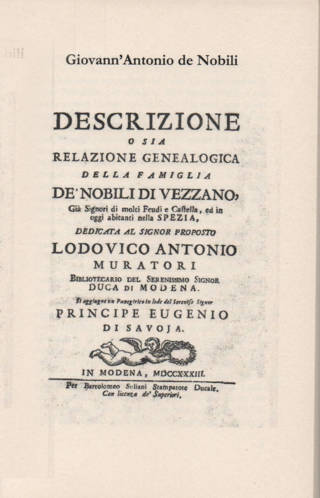
Frontespizio della Storia della famiglia De Nobili di Vezzano, di Giovann'Antonio De Nobili (1733)

## Personaggi storici
Tra i personaggi storici più significativi appartenenti alla famiglia De Nobili di Vezzano, vanno ricordati Gualtiero di Vezzano, che fu canonico della cattedrale di Luni nel 1225, prima di diventare governatore della Marca d'Ancona (antica provincia degli Stati Pontifici). Divenuto cappellano di papa Innocenzo IV, verrà infine elevato al rango di arcivescovo di Genova il 23 aprile 1253, carica che conserverà fino alla morte, avvenuta il 26 settembre 1274.
Un altro prelato appartenente alla consorteria dei signori di Vezzano, fu Guglielmo di Vezzano, che fu vescovo di Luni dal 1228 al 1272, anno della sua morte.
Nel 1265, Guglielmo e Guido di Vezzano furono nominati ammiragli al comando della flotta di ottanta galere al servizio del re Manfredi di Sicilia, dopo essersi distinti nelle battaglie contro Carlo d'Angiò.
Il 1º aprile 1299, Goffredo di Vezzano fu nominato vescovo di Parma da papa Bonifacio VIII. Svolgerà questa funzione un solo anno, fino alla morte avvenuta nel marzo 1300.
Laudivio de Nobili di Vezzano fu autore della tragedia De captivitate ducis Jacobi, ispirata specialmente a Seneca, dove pose in scena in giambi la fine del condottiero Jacopo Piccinino, fatto uccidere a tradimento da Ferdinando I di Napoli nel 1464. Visse alla corte estense, poi a quella degli Aragonesi di Napoli. Fu familiare del Papa Parentucelli e di Borso d'Este.
Verso il 1532, Girolamo De Nobili fu nominato governatore di Melfi, nel Regno di Napoli, prima di assumere la carica di ambasciatore del principe Doria presso papa Clemente VII. In seguito sarà impiegato, sempre come ambasciatore del principe Doria, presso il duca di Toscana, il duca di Ferrara e infine presso l’imperatore Carlo V. Morì a Melfi all'età di 60 anni.
Nel 1551, Grimaldo De Nobili, figlio di Giambattista, entrò a far parte del tribunale supremo di Firenze su espressa richiesta del granduca Cosimo I. Redigerà diverse opere giuridiche e legali, tra cui il rapporto completo di corte, il Tractatus de Tabellionatu.
Vanno ricordati anche Giovanni Antonio De Nobili, militare, letterato e storico, corrispondente scientifico di Ludovico Antonio Muratori, autore fra l'altro della Descrizione, o sia Relazione genealogica della Famiglia De' Nobili di Vezzano, già Signori di molti Feudi e Castelli, ed in oggi abitanti nella Spezia (Modena, 1733); e Raffaele De Nobili, sindaco di La Spezia, che aiutò valorosamente i suoi concittadini a contrastare l'epidemia di Colera del 1884.
La famiglia De Nobili è andata distinguendosi in due rami principali, entrambi discendenti da Vezzano e issanti il medesimo stemma “d’oro, a sei torte di rosso”.

## Personalità

### Ramo dei Signori di Isola
Ramo legato a Tommaso De Nobili (1755-1836), avvocato, figlio del notaio Giovanni Battista (1723-1762), titolare della Signoria di Isola, esimio giureconsulto, luogotenente giudice e poi vice-uditore di guerra in patria nella prima metà del XIX secolo. Sposata Antonia Samengo, fu padre di Anna Maria (1803-1876), che sposò l’avvocato Giovanni Battista Boni (1789-1874), sindaco del comune di Giuncugnano.
Ebbe anche Giovanni Battista (1794-1831), laureato in giurisprudenza, morto alla giovane età di 37 anni, che sposò Maddalena Ollandini dei marchesi della Rocchetta di Vara, dalla quale ebbe il figlio Raffaele (1827-1884) e la figlia Rosinetta (1826–1885), che andrà in moglie al dottor Bartolomeo di Giovanni Battista Boni (1820-1890). Maddalena Ollandini sposerà in seconde nozze il conte Teramo Federici della Spezia.
Raffaele De Nobili, sposò dapprima Adele dei conti Federici, marchesi della Spezia, dalla quale ebbe alcuni figli, tutti deceduti, tranne le due figlie Ester e Dina. In seconde nozze sposò la cognata Luigia, dalla quale ebbe le due figlie Amalia e Virginia e due figli maschi, Ugo e Eugenio, che moriranno entrambi senza discendenti in giovane età.
Nel 1867, Raffaele ottenne l’incarico di segretario comunale della Spezia. Fu anche console onorario di Spagna per la città della Spezia. Nel 1882 fu creato cavaliere dell’Ordine della Corona d'Italia.
Sui suoi possedimenti verrà creato l’Arsenale militare italiano della Spezia.
Nel 1884, Raffaele fu eletto sindaco della città, ma quello stesso anno La Spezia fu colpita da una grave epidemia di colera.
Allorché scoppiò il morbo alla Spezia, trovandosi Raffaele a Montecatini Terme con la propria famiglia per curare la sua malferma salute, rientrò subito in città, sebbene cosciente del rischio cui si esponeva per le sue condizioni anormali di salute, e quasi presago della sorte crudele che lo attendeva, adoperandosi subito, in prima persona, nel soccorso e nella cura dei cittadini ammalati.
Il 4 settembre venne anch'egli colpito dal morbo. La notizia fu subito diramata dalla stampa, che seguì con apprensione il breve decorso della malattia. La mattina del 5 settembre spirò e fu sepolto nella sua tomba di famiglia nel cimitero ai Boschetti.
Il 15 novembre 1884 il governo italiano gli conferì la medaglia d’oro dell’Ordine dei Benemeriti della salute pubblica, alla memoria, per il suo coraggio e la sua abnegazione. Gli fu inoltre intitolata una via del centro cittadino della Spezia.
Raffaele lasciò i due figli maschi, Eugenio (1870-1900) e Ugo (1874-1899), che moriranno entrambi giovani senza discendenti, motivo per cui questo ramo De Nobili andò estinto per via mascolina. La morte precoce di Raffaele impedirà inoltre a questo ramo di chiedere il riconoscimento dei titoli nobiliari spettantigli. La famiglia proseguirà comunque per via femminile tramite la figlia Ester, che sposò il dottor Settimio Boni, figlio di Giovanni Battista e di Anna Maria De Nobili, la cui famiglia, nella quale erano andate confluendo in successione ben tre femmine De Nobili, assumerà in seguito il cognome De Nobili, aggiungendolo al proprio.
Genealogia
|                                    |                                    |         |                                       |                                                   |                                                                           |                                                           |                                               |        |        |                                                                         |                                                                         |
|                                    |                                    |         |                                       |                                                   | · Signori di Isola · Giovanni Battista · *1723 †1762 · Maddalena Codeglia |                                                           |                                               |        |        |                                                                         |                                                                         |
|                                    |                                    |         |                                       |                                                   |                                                                           |                                                           |                                               |        |        |                                                                         |                                                                         |
|                                    |                                    |         |                                       |                                                   |                                                                           |                                                           |                                               |        |        |                                                                         |                                                                         |
|                                    |                                    |         |                                       |                                                   | Tommaso *1755 †1836 Antonia Samengo                                       |                                                           |                                               |        |        |                                                                         |                                                                         |
|                                    |                                    |         |                                       |                                                   |                                                                           |                                                           |                                               |        |        |                                                                         |                                                                         |
|                                    |                                    |         |                                       |                                                   |                                                                           |                                                           |                                               |        |        |                                                                         |                                                                         |
|                                    |                                    |         |                                       | Giovanni Battista *1794 †1831 Maddalena Ollandini | Giovanni Battista *1794 †1831 Maddalena Ollandini                         | Anna Maria *1803 †1876 Giovanni Battista Boni             | Anna Maria *1803 †1876 Giovanni Battista Boni |        |        |                                                                         |                                                                         |
|                                    |                                    |         |                                       |                                                   |                                                                           |                                                           |                                               |        |        |                                                                         |                                                                         |
|                                    |                                    |         |                                       |                                                   |                                                                           |                                                           |                                               |        |        |                                                                         |                                                                         |
|                                    |                                    |         | Rosinetta *1826 †1885 Bartolomeo Boni | Rosinetta *1826 †1885 Bartolomeo Boni             | Raffaele *1827 †1884 1. Adele Federici 2. Luigia Federici                 | Raffaele *1827 †1884 1. Adele Federici 2. Luigia Federici |                                               |        |        |                                                                         |                                                                         |
|                                    |                                    |         |                                       |                                                   |                                                                           |                                                           |                                               |        |        |                                                                         |                                                                         |
|                                    |                                    |         |                                       |                                                   |                                                                           |                                                           |                                               |        |        |                                                                         |                                                                         |
| 1. Ester *1852 †1924 Settimio Boni | 1. Ester *1852 †1924 Settimio Boni | 1. Dina | 1. Dina                               | 2. Amalia                                         | 2. Amalia                                                                 | 2. Virginia                                               | 2. Virginia                                   | 2. Ugo | 2. Ugo | 2. Eugenio                                                              | 2. Eugenio                                                              |
|                                    |                                    |         |                                       |                                                   |                                                                           |                                                           |                                               |        |        |                                                                         |                                                                         |
|                                    |                                    |         |                                       |                                                   |                                                                           |                                                           |                                               |        |        |                                                                         |                                                                         |
| · Linea Boni De Nobili             | · Linea Boni De Nobili             |         |                                       |                                                   |                                                                           |                                                           |                                               |        |        | · Linea De Nobili · (ramo signori di Isola) · estinta per via mascolina | · Linea De Nobili · (ramo signori di Isola) · estinta per via mascolina |

### Ramo dei marchesi
Il ramo dei marchesi di Vezzano, patrizi di Genova, trae origine da Filippo De Nobili, che ottenne la cittadinanza genovese nel 1528, intraprese la carriera politica e fu definito il "togato" della Repubblica.
Nel XIX secolo vanno ricordati i tre fratelli Giuseppe Maria (1817-1860), Giovanni Battista (1824-1886) e Grimaldo (1826-1879).
Giuseppe Maria (1817-1860) sposerà Angiola Samengo (1826-1870) ed avrà un unico figlio di nome Prospero. Prospero De Nobili (1857) esercitò la professione di avvocato alla Spezia, orientandosi anche verso la politica, aderendo all’inizio al mazzinismo (la liberazione dell’Italia non è possibile che con la costituzione di uno Stato repubblicano). Fu eletto deputato il 5 aprile 1897 nella XX legislatura del parlamento nazionale. Verrà rieletto nel 1900 e ancora nel 1904 restando in carica fino al 1909.
Nel 1897 Prospero fondò il giornale La Giovane Democrazia e il quotidiano Il Corriere della Spezia. Da lui prenderà il nome un movimento sociale d’ispirazione liberale, il denobilismo. Dal 1901 al 1903 sarà sotto-segretario di Stato al Tesoro. Nel 1903 abbandonò la carica per dedicarsi alla creazione dell’Università popolare e della Camera di commercio della Spezia. Nel 1905, aprirà a Long Island (New York), una società di fabbricazione di sigari toscani chiamata De Nobili Cigar Company. Questi sigari ebbero successo e notorietà e furono fumati anche da Marlon Brando nel film Il Padrino di Francis Ford Coppola (1972).
Prospero sposerà Elisa Hansen, dalla quale avrà il figlio Rino (1889-1947), deputato e ambasciatore italiano in Belgio e in Svizzera. In seconde nozze, Prospero sposò Dola Vertès, sorella del pittore Marcel Vertès (1895-1961). Dal loro matrimonio nacque Lila De Nobili (1916-2002), celebre pittrice e scenografa.
Prospero De Nobili morì in Francia il 27 dicembre 1945 nella sua villa di Nizza. Il figlio Rino morì due anni dopo a Lugano.
Gio Batta (1824-1886), morto celibe nel 1886, fu sindaco di La Spezia in due momenti cruciali per una seconda nascita della città. Negli anni 1859-1861, quando venne presa la decisione di edificare l’Arsenale Militare della Spezia, non più nell’area del Varignano, ma tra la città e San Vito. Fu poi sindaco in una seconda grande circostanza, in occasione dell'inaugurazione dell'Arsenale il 28 Agosto 1869. Su impulso suo e del Ministero della Marina, anche a seguito del grande afflusso di immigrati e visitatori, venne redatto il primo Piano Regolatore Generale nell’anno 1870, che cambiò radicalmente l’immagine della città.
Grimaldo (1826-1879) sposerà la filantropa Silvia Chiarla, dalla quale avrà quattro figli: Marcello (1854-1930), Giuseppe (1858), Giovanni Battista e Luigi (1863-1934).
Marcello avrà un figlio, Grimaldo, che sposerà Evelina Castagnola, figlia del marchese Filippo Castagnola. Grimaldo ed Evelina avranno tre figli: Vittorio (1920), Alberto (1923) ed Adriana (1930). Nel 1947, Grimaldo erediterà il titolo di marchese da Rino De Nobili, figlio di Prospero. Vittorio avrà Filippo (1952) e Antonio (1960); anche Alberto avrà due figli, Paolo Giuseppe Grimaldo (1957) e Iacopo (1962). Paolo, a sua volta, avrà due figli, Alberto Grimaldo (1993) e Giovanni Battista (1996), così come Iacopo, che avrà Pietro (1997) e Carlo (1999).
Giuseppe sposerà Maria Castagnola. Fu lui a cedere all'arciprete Don Scopesi il terreno per la costruzione della chiesa parrocchiale, dove ancora oggi prosegue la tradizione del culto a San Bernardo. La marchesa Maria donò alla parrocchia il quadro del Santo dipinto da Felice del Santo. Avranno due figli: Carlo e Silvia. Carlo sposerà Lina Scaravelli ed avrà un figlio, Giuseppe (1933-2018).
Giovanni Battista morì celibe nel 1913.
Luigi fu sindaco della Spezia dal 1904 al 1906. Fece restaurare Palazzo Crozza, sede della biblioteca civile, viale Cavour e fece piantare le grandi palme della passeggiata Morin che fiancheggia la banchina del porto di La Spezia. Luigi avrà un figlio, Gualtiero (1893-1984), noto ingegnere, costruttore e filantropo spezzino.
Egli ebbe tre figli, Corrado, morto in tenera età, Maria Pia (1949) e Gianni Luigi (1950). Gianni Luigi ha due figli, Luigi Prospero (2001) e Francesco Maria (2002).

### Albero genealogico
Tratto da: Giovann'Antonio De Nobili, Relazione genealogica della Famiglia De' Nobili di Vezzano (Modena, 1733).
|          |                  |                  |           |           |          |                   |                      |                      |                    |                    |               |               |                    |                    |                                       |                                                     |                                                     |                       |                                         |                                         |                               |                                        |                                                   |                                              |                                              |                                       |                                       |                                                    |                                                    |                                                  |                                        |                      |                       |                       |                     |                     |                     |                |          |
|          |                  |                  |           |           |          |                   |                      |                      |                    |                    |               |               |                    |                    |                                       |                                                     |                                                     |                       |                                         |                                         |                               | Bernigerio di Grimaldo †post 1154      |                                                   |                                              |                                              |                                       |                                       |                                                    |                                                    |                                                  |                                        |                      |                       |                       |                     |                     |                     |                |          |
|          |                  |                  |           |           |          |                   |                      |                      |                    |                    |               |               |                    |                    |                                       |                                                     |                                                     |                       |                                         |                                         |                               |                                        |                                                   |                                              |                                              |                                       |                                       |                                                    |                                                    |                                                  |                                        |                      |                       |                       |                     |                     |                     |                |          |
|          |                  |                  |           |           |          |                   |                      |                      |                    |                    |               |               |                    |                    |                                       |                                                     |                                                     |                       |                                         |                                         |                               |                                        |                                                   |                                              |                                              |                                       |                                       |                                                    |                                                    |                                                  |                                        |                      |                       |                       |                     |                     |                     |                |          |
|          |                  |                  |           |           |          |                   |                      |                      |                    |                    |               |               |                    |                    |                                       |                                                     |                                                     |                       |                                         |                                         |                               | Guglielmo "Bianco" †post 1185 Beatrice |                                                   |                                              |                                              |                                       |                                       |                                                    |                                                    |                                                  |                                        |                      |                       |                       |                     |                     |                     |                |          |
|          |                  |                  |           |           |          |                   |                      |                      |                    |                    |               |               |                    |                    |                                       |                                                     |                                                     |                       |                                         |                                         |                               |                                        |                                                   |                                              |                                              |                                       |                                       |                                                    |                                                    |                                                  |                                        |                      |                       |                       |                     |                     |                     |                |          |
|          |                  |                  |           |           |          |                   |                      |                      |                    |                    |               |               |                    |                    |                                       |                                                     |                                                     |                       |                                         |                                         |                               |                                        |                                                   |                                              |                                              |                                       |                                       |                                                    |                                                    |                                                  |                                        |                      |                       |                       |                     |                     |                     |                |          |
|          |                  |                  |           |           |          |                   |                      |                      |                    |                    |               |               |                    |                    |                                       |                                                     |                                                     |                       |                                         |                                         |                               | Guglielmo Bianco †post 1238            |                                                   |                                              |                                              |                                       |                                       |                                                    |                                                    |                                                  |                                        |                      |                       |                       |                     |                     |                     |                |          |
|          |                  |                  |           |           |          |                   |                      |                      |                    |                    |               |               |                    |                    |                                       |                                                     |                                                     |                       |                                         |                                         |                               |                                        |                                                   |                                              |                                              |                                       |                                       |                                                    |                                                    |                                                  |                                        |                      |                       |                       |                     |                     |                     |                |          |
|          |                  |                  |           |           |          |                   |                      |                      |                    |                    |               |               |                    |                    |                                       |                                                     |                                                     |                       |                                         |                                         |                               |                                        |                                                   |                                              |                                              |                                       |                                       |                                                    |                                                    |                                                  |                                        |                      |                       |                       |                     |                     |                     |                |          |
|          |                  |                  |           |           |          |                   |                      |                      |                    |                    |               |               |                    |                    |                                       |                                                     |                                                     | Rolandino †post 1238  | Rolandino †post 1238                    | Grimaldino †post 1288                   | Grimaldino †post 1288         |                                        |                                                   |                                              |                                              | Ugolino †post 1235                    | Ugolino †post 1235                    |                                                    |                                                    |                                                  |                                        |                      |                       |                       |                     |                     |                     |                |          |
|          |                  |                  |           |           |          |                   |                      |                      |                    |                    |               |               |                    |                    |                                       |                                                     |                                                     |                       |                                         |                                         |                               |                                        |                                                   |                                              |                                              |                                       |                                       |                                                    |                                                    |                                                  |                                        |                      |                       |                       |                     |                     |                     |                |          |
|          |                  |                  |           |           |          |                   |                      |                      |                    |                    |               |               |                    |                    |                                       |                                                     |                                                     |                       |                                         |                                         |                               |                                        |                                                   |                                              |                                              |                                       |                                       |                                                    |                                                    |                                                  |                                        |                      |                       |                       |                     |                     |                     |                |          |
|          |                  |                  |           |           |          |                   |                      |                      |                    |                    |               |               |                    |                    |                                       |                                                     |                                                     | Rolando *ante 1262    | Rolando *ante 1262                      | Guglielmo *1304 †1346                   | Guglielmo *1304 †1346         | Guelfuccio †post 1312                  | Guelfuccio †post 1312                             | Gualtiero †post 1253                         | Gualtiero †post 1253                         | Guido †post 1273                      | Guido †post 1273                      | Guglielmo *? †?                                    | Guglielmo *? †?                                    |                                                  |                                        |                      |                       |                       |                     |                     |                     |                |          |
|          |                  |                  |           |           |          |                   |                      |                      |                    |                    |               |               |                    |                    |                                       |                                                     |                                                     |                       |                                         |                                         |                               |                                        |                                                   |                                              |                                              |                                       |                                       |                                                    |                                                    |                                                  |                                        |                      |                       |                       |                     |                     |                     |                |          |
|          |                  |                  |           |           |          |                   |                      |                      |                    |                    |               |               |                    |                    |                                       |                                                     |                                                     |                       |                                         |                                         |                               |                                        |                                                   |                                              |                                              |                                       |                                       |                                                    |                                                    |                                                  |                                        |                      |                       |                       |                     |                     |                     |                |          |
|          |                  |                  |           |           |          |                   | Guiduccio *ante 1312 | Guiduccio *ante 1312 |                    |                    |               |               |                    |                    |                                       |                                                     |                                                     | Rollandino *ante 1314 | Rollandino *ante 1314                   |                                         |                               |                                        |                                                   |                                              |                                              |                                       |                                       |                                                    |                                                    | Dinello *ante 1345                               | Dinello *ante 1345                     | Moruccio *ante 1355  | Moruccio *ante 1355   | Giacobbe *ante 1311   | Giacobbe *ante 1311 |                     |                     |                |          |
|          |                  |                  |           |           |          |                   |                      |                      |                    |                    |               |               |                    |                    |                                       |                                                     |                                                     |                       |                                         |                                         |                               |                                        |                                                   |                                              |                                              |                                       |                                       |                                                    |                                                    |                                                  |                                        |                      |                       |                       |                     |                     |                     |                |          |
|          |                  |                  |           |           |          |                   |                      |                      |                    |                    |               |               |                    |                    |                                       |                                                     |                                                     |                       |                                         |                                         |                               |                                        |                                                   |                                              |                                              |                                       |                                       |                                                    |                                                    |                                                  |                                        |                      |                       |                       |                     |                     |                     |                |          |
|          |                  |                  |           |           |          |                   | Martello *ante 1355  | Martello *ante 1355  |                    |                    |               |               |                    |                    |                                       |                                                     |                                                     |                       |                                         |                                         |                               |                                        |                                                   |                                              |                                              |                                       |                                       |                                                    |                                                    | Grimaldo *ante 1401                              | Grimaldo *ante 1401                    |                      | Nicola *ante 1355     | Nicola *ante 1355     |                     | Balduino *ante 1355 | Balduino *ante 1355 |                |          |
|          |                  |                  |           |           |          |                   |                      |                      |                    |                    |               |               |                    |                    |                                       |                                                     |                                                     |                       |                                         |                                         |                               |                                        |                                                   |                                              |                                              |                                       |                                       |                                                    |                                                    |                                                  |                                        |                      |                       |                       |                     |                     |                     |                |          |
|          |                  |                  |           |           |          |                   |                      |                      |                    |                    |               |               |                    |                    |                                       |                                                     |                                                     |                       |                                         |                                         |                               |                                        |                                                   |                                              |                                              |                                       |                                       |                                                    |                                                    |                                                  |                                        |                      |                       |                       |                     |                     |                     |                |          |
|          |                  |                  |           |           |          |                   | Mano *ante 1384      | Mano *ante 1384      |                    |                    |               |               |                    |                    |                                       |                                                     |                                                     |                       |                                         |                                         |                               |                                        |                                                   |                                              |                                              |                                       |                                       |                                                    |                                                    | Giovanni *ante 1433                              | Giovanni *ante 1433                    |                      | Giovanni *ante 1383   | Giovanni *ante 1383   | Giacobbe *? †?      | Giacobbe *? †?      | Federico *? †?      | Federico *? †? |          |
|          |                  |                  |           |           |          |                   |                      |                      |                    |                    |               |               |                    |                    |                                       |                                                     |                                                     |                       |                                         |                                         |                               |                                        |                                                   |                                              |                                              |                                       |                                       |                                                    |                                                    |                                                  |                                        |                      |                       |                       |                     |                     |                     |                |          |
|          |                  |                  |           |           |          |                   |                      |                      |                    |                    |               |               |                    |                    |                                       |                                                     |                                                     |                       |                                         |                                         |                               |                                        |                                                   |                                              |                                              |                                       |                                       |                                                    |                                                    |                                                  |                                        |                      |                       |                       |                     |                     |                     |                |          |
|          | Domenico         | Domenico         |           |           |          |                   | Andrea               | Andrea               |                    |                    |               |               |                    | Martello           | Martello                              |                                                     |                                                     |                       |                                         |                                         |                               |                                        |                                                   |                                              |                                              | Alessandro *ante 1519                 | Alessandro *ante 1519                 |                                                    | Orazio 1. Margaritina Doria 2. Minetta Ottaviani   | Orazio 1. Margaritina Doria 2. Minetta Ottaviani |                                        |                      | Marsilio *? †?        | Marsilio *? †?        | Grimaldo            | Grimaldo            |                     |                |          |
|          |                  |                  |           |           |          |                   |                      |                      |                    |                    |               |               |                    |                    |                                       |                                                     |                                                     |                       |                                         |                                         |                               |                                        |                                                   |                                              |                                              |                                       |                                       |                                                    |                                                    |                                                  |                                        |                      |                       |                       |                     |                     |                     |                |          |
|          |                  |                  |           |           |          |                   |                      |                      |                    |                    |               |               |                    |                    |                                       |                                                     |                                                     |                       |                                         |                                         |                               |                                        |                                                   |                                              |                                              |                                       |                                       |                                                    |                                                    |                                                  |                                        |                      |                       |                       |                     |                     |                     |                |          |
|          | Giovanni Antonio | Giovanni Antonio |           |           |          |                   |                      |                      |                    |                    | Bartolomeo    | Bartolomeo    | Galeotto           | Galeotto           | Armanno                               | Armanno                                             | Laudivio                                            | Laudivio              |                                         |                                         |                               |                                        |                                                   |                                              |                                              | Giovanni Battista *ante 1519          | Giovanni Battista *ante 1519          | Angeletta *ante 1525 Galeazzo Malaspina di Mulazzo | Angeletta *ante 1525 Galeazzo Malaspina di Mulazzo | Agostino                                         | Agostino                               |                      | Giovanni              | Giovanni              |                     |                     |                     |                |          |
|          |                  |                  |           |           |          |                   |                      |                      |                    |                    |               |               |                    |                    |                                       |                                                     |                                                     |                       |                                         |                                         |                               |                                        |                                                   |                                              |                                              |                                       |                                       |                                                    |                                                    |                                                  |                                        |                      |                       |                       |                     |                     |                     |                |          |
|          |                  |                  |           |           |          |                   |                      |                      |                    |                    |               |               |                    |                    |                                       |                                                     |                                                     |                       |                                         |                                         |                               |                                        |                                                   |                                              |                                              |                                       |                                       |                                                    |                                                    |                                                  |                                        |                      |                       |                       |                     |                     |                     |                |          |
| Cesare   | Cesare           |                  | Francesco | Francesco |          |                   |                      |                      | Giovanni Francesco | Giovanni Francesco |               |               |                    |                    |                                       |                                                     | Laudivio                                            | Laudivio              |                                         |                                         |                               |                                        |                                                   | Grimaldo *? †?                               | Grimaldo *? †?                               |                                       |                                       | Giovanni *? †?                                     | Giovanni *? †?                                     |                                                  |                                        | Marsilio             | Marsilio              | Giovanni Francesco    | Giovanni Francesco  |                     |                     |                |          |
|          |                  |                  |           |           |          |                   |                      |                      |                    |                    |               |               |                    |                    |                                       |                                                     |                                                     |                       |                                         |                                         |                               |                                        |                                                   |                                              |                                              |                                       |                                       |                                                    |                                                    |                                                  |                                        |                      |                       |                       |                     |                     |                     |                |          |
|          |                  |                  |           |           |          |                   |                      |                      |                    |                    |               |               |                    |                    |                                       |                                                     |                                                     |                       |                                         |                                         |                               |                                        |                                                   |                                              |                                              |                                       |                                       |                                                    |                                                    |                                                  |                                        |                      |                       |                       |                     |                     |                     |                |          |
| Giuseppe | Giuseppe         | Armanno          | Armanno   | Geronimo  | Geronimo | Giovanni Battista | Giovanni Battista    |                      |                    |                    |               | Giuseppe      | Giuseppe           | Laurezio           | Laurezio                              | Marcello                                            | Marcello                                            | Pietro Francesco      | Pietro Francesco                        | Veronica Gaspare Zacchia                | Veronica Gaspare Zacchia      | Laura Giovanni Battista Oldoini        | Laura Giovanni Battista Oldoini                   | Giovanni Battista *ante 1563 Veronica Biassa | Giovanni Battista *ante 1563 Veronica Biassa | Cornelia Geronimo Oldoini             | Cornelia Geronimo Oldoini             | Faustina Alderano Mascardi                         | Faustina Alderano Mascardi                         | Lucio                                            | Lucio                                  | Giovanni             | Giovanni              | Nicola                | Nicola              | Marsilio            | Marsilio            | Geronimo       | Geronimo |
|          |                  |                  |           |           |          |                   |                      |                      |                    |                    |               |               |                    |                    |                                       |                                                     |                                                     |                       |                                         |                                         |                               |                                        |                                                   |                                              |                                              |                                       |                                       |                                                    |                                                    |                                                  |                                        |                      |                       |                       |                     |                     |                     |                |          |
|          |                  |                  |           |           |          |                   |                      |                      |                    |                    |               |               |                    |                    |                                       |                                                     |                                                     |                       |                                         |                                         |                               |                                        |                                                   |                                              |                                              |                                       |                                       |                                                    |                                                    |                                                  |                                        |                      |                       |                       |                     |                     |                     |                |          |
|          |                  |                  | Galeotto  | Galeotto  | Armanno  | Armanno           | Giovanni Paolo       | Giovanni Paolo       | Carlo              | Carlo              | Marco Antonio | Marco Antonio | Giovanni Francesco | Giovanni Francesco |                                       |                                                     |                                                     |                       | Laura Laudivio Zacchia                  | Laura Laudivio Zacchia                  | Grimaldo *? †?                | Grimaldo *? †?                         | Filippo *ante 1619                                | Filippo *ante 1619                           | Giovanni Livia Oldoini                       | Giovanni Livia Oldoini                | Felice Innocenzo Oldoini              | Felice Innocenzo Oldoini                           | Maddalena Andrea Federici                          | Maddalena Andrea Federici                        |                                        |                      |                       |                       |                     |                     |                     |                |          |
|          |                  |                  |           |           |          |                   |                      |                      |                    |                    |               |               |                    |                    |                                       |                                                     |                                                     |                       |                                         |                                         |                               |                                        |                                                   |                                              |                                              |                                       |                                       |                                                    |                                                    |                                                  |                                        |                      |                       |                       |                     |                     |                     |                |          |
|          |                  |                  |           |           |          |                   |                      |                      |                    |                    |               |               |                    |                    |                                       |                                                     |                                                     |                       |                                         |                                         |                               |                                        |                                                   |                                              |                                              |                                       |                                       |                                                    |                                                    |                                                  |                                        |                      |                       |                       |                     |                     |                     |                |          |
|          |                  |                  |           |           |          |                   |                      |                      |                    |                    |               |               |                    |                    |                                       |                                                     |                                                     |                       |                                         |                                         |                               |                                        | Giovanni Battista *ante 1691 Veronica Cecchinelli |                                              |                                              |                                       |                                       |                                                    |                                                    |                                                  |                                        |                      |                       |                       |                     |                     |                     |                |          |
|          |                  |                  |           |           |          |                   |                      |                      |                    |                    |               |               |                    |                    |                                       |                                                     |                                                     |                       |                                         |                                         |                               |                                        |                                                   |                                              |                                              |                                       |                                       |                                                    |                                                    |                                                  |                                        |                      |                       |                       |                     |                     |                     |                |          |
|          |                  |                  |           |           |          |                   |                      |                      |                    |                    |               |               |                    |                    |                                       |                                                     |                                                     |                       |                                         |                                         |                               |                                        |                                                   |                                              |                                              |                                       |                                       |                                                    |                                                    |                                                  |                                        |                      |                       |                       |                     |                     |                     |                |          |
|          |                  |                  |           |           |          |                   |                      |                      |                    |                    |               |               |                    |                    |                                       |                                                     |                                                     |                       |                                         |                                         | Grimaldo Teresa Gallo         | Grimaldo Teresa Gallo                  | Giovanni Antonio                                  | Giovanni Antonio                             | Marcello                                     | Marcello                              |                                       |                                                    |                                                    |                                                  |                                        |                      |                       |                       |                     |                     |                     |                |          |
|          |                  |                  |           |           |          |                   |                      |                      |                    |                    |               |               |                    |                    |                                       |                                                     |                                                     |                       |                                         |                                         |                               |                                        |                                                   |                                              |                                              |                                       |                                       |                                                    |                                                    |                                                  |                                        |                      |                       |                       |                     |                     |                     |                |          |
|          |                  |                  |           |           |          |                   |                      |                      |                    |                    |               |               |                    |                    |                                       |                                                     |                                                     |                       |                                         |                                         |                               |                                        |                                                   |                                              |                                              |                                       |                                       |                                                    |                                                    |                                                  |                                        |                      |                       |                       |                     |                     |                     |                |          |
|          |                  |                  |           |           |          |                   |                      |                      |                    |                    |               |               |                    |                    |                                       |                                                     |                                                     |                       |                                         |                                         | Veronica                      | Veronica                               | Prospero Maria Maddalena Oldoini                  | Prospero Maria Maddalena Oldoini             | Ottavio                                      | Ottavio                               | Giovanni Battista                     | Giovanni Battista                                  | Filippo                                            | Filippo                                          |                                        |                      |                       |                       |                     |                     |                     |                |          |
|          |                  |                  |           |           |          |                   |                      |                      |                    |                    |               |               |                    |                    |                                       |                                                     |                                                     |                       |                                         |                                         |                               |                                        |                                                   |                                              |                                              |                                       |                                       |                                                    |                                                    |                                                  |                                        |                      |                       |                       |                     |                     |                     |                |          |
|          |                  |                  |           |           |          |                   |                      |                      |                    |                    |               |               |                    |                    |                                       |                                                     |                                                     |                       |                                         |                                         |                               |                                        |                                                   |                                              |                                              |                                       |                                       |                                                    |                                                    |                                                  |                                        |                      |                       |                       |                     |                     |                     |                |          |
|          |                  |                  |           |           |          |                   |                      |                      |                    |                    |               |               |                    |                    |                                       |                                                     |                                                     |                       |                                         |                                         |                               |                                        | Giuseppe Maria Francesca Federici                 |                                              |                                              |                                       |                                       |                                                    |                                                    |                                                  |                                        |                      |                       |                       |                     |                     |                     |                |          |
|          |                  |                  |           |           |          |                   |                      |                      |                    |                    |               |               |                    |                    |                                       |                                                     |                                                     |                       |                                         |                                         |                               |                                        |                                                   |                                              |                                              |                                       |                                       |                                                    |                                                    |                                                  |                                        |                      |                       |                       |                     |                     |                     |                |          |
|          |                  |                  |           |           |          |                   |                      |                      |                    |                    |               |               |                    |                    |                                       |                                                     |                                                     |                       |                                         |                                         |                               |                                        |                                                   |                                              |                                              |                                       |                                       |                                                    |                                                    |                                                  |                                        |                      |                       |                       |                     |                     |                     |                |          |
|          |                  |                  |           |           |          |                   |                      |                      |                    |                    |               |               |                    |                    |                                       |                                                     | Maddalena                                           | Maddalena             | Marcello *1779 †1857 Anna Federici      | Marcello *1779 †1857 Anna Federici      | Filippo *? †1845              | Filippo *? †1845                       | Agostino *? †1876                                 | Agostino *? †1876                            | Prospero *? †1842                            | Prospero *? †1842                     | Veronica                              | Veronica                                           | Teresa                                             | Teresa                                           |                                        |                      |                       |                       |                     |                     |                     |                |          |
|          |                  |                  |           |           |          |                   |                      |                      |                    |                    |               |               |                    |                    |                                       |                                                     |                                                     |                       |                                         |                                         |                               |                                        |                                                   |                                              |                                              |                                       |                                       |                                                    |                                                    |                                                  |                                        |                      |                       |                       |                     |                     |                     |                |          |
|          |                  |                  |           |           |          |                   |                      |                      |                    |                    |               |               |                    |                    |                                       |                                                     |                                                     |                       |                                         |                                         |                               |                                        |                                                   |                                              |                                              |                                       |                                       |                                                    |                                                    |                                                  |                                        |                      |                       |                       |                     |                     |                     |                |          |
|          |                  |                  |           |           |          |                   |                      |                      |                    |                    |               | Francesca     | Francesca          | Giovanna           | Giovanna                              | Giuseppe Maria *1817 †1862 Angiola Samengo          | Giuseppe Maria *1817 †1862 Angiola Samengo          |                       |                                         | Giovanni Battista *1824 †1886           | Giovanni Battista *1824 †1886 |                                        |                                                   | Grimaldo *1826 †1879 Silvia Chiarla          | Grimaldo *1826 †1879 Silvia Chiarla          | Giovanni                              | Giovanni                              |                                                    |                                                    |                                                  |                                        |                      |                       |                       |                     |                     |                     |                |          |
|          |                  |                  |           |           |          |                   |                      |                      |                    |                    |               |               |                    |                    |                                       |                                                     |                                                     |                       |                                         |                                         |                               |                                        |                                                   |                                              |                                              |                                       |                                       |                                                    |                                                    |                                                  |                                        |                      |                       |                       |                     |                     |                     |                |          |
|          |                  |                  |           |           |          |                   |                      |                      |                    |                    |               |               |                    |                    |                                       |                                                     |                                                     |                       |                                         |                                         |                               |                                        |                                                   |                                              |                                              |                                       |                                       |                                                    |                                                    |                                                  |                                        |                      |                       |                       |                     |                     |                     |                |          |
|          |                  |                  |           |           |          |                   |                      |                      |                    |                    |               |               |                    |                    |                                       | Prospero *1858 †1945 1. Elisa Hansen 2. Dola Vertès | Prospero *1858 †1945 1. Elisa Hansen 2. Dola Vertès |                       | Marcello *1853 †1930                    | Marcello *1853 †1930                    |                               |                                        |                                                   |                                              |                                              | Giuseppe *1857 †1931 Maria Castagnola | Giuseppe *1857 †1931 Maria Castagnola | Giovanni Battista                                  | Giovanni Battista                                  | Luigi *1863 †1934 Ernestina Scaravelli           | Luigi *1863 †1934 Ernestina Scaravelli |                      |                       |                       |                     |                     |                     |                |          |
|          |                  |                  |           |           |          |                   |                      |                      |                    |                    |               |               |                    |                    |                                       |                                                     |                                                     |                       |                                         |                                         |                               |                                        |                                                   |                                              |                                              |                                       |                                       |                                                    |                                                    |                                                  |                                        |                      |                       |                       |                     |                     |                     |                |          |
|          |                  |                  |           |           |          |                   |                      |                      |                    |                    |               |               |                    |                    |                                       |                                                     |                                                     |                       |                                         |                                         |                               |                                        |                                                   |                                              |                                              |                                       |                                       |                                                    |                                                    |                                                  |                                        |                      |                       |                       |                     |                     |                     |                |          |
|          |                  |                  |           |           |          |                   |                      |                      |                    |                    |               |               |                    |                    | 1. Rino *1899 †1947 Elsa Nathan Berra | 1. Rino *1899 †1947 Elsa Nathan Berra               | 2. Lila *1916 †2002                                 | 2. Lila *1916 †2002   | Grimaldo *1889 †1969 Evelina Castagnola | Grimaldo *1889 †1969 Evelina Castagnola |                               |                                        |                                                   |                                              | Carlo *1892 †1964 Lina Scaravelli            | Carlo *1892 †1964 Lina Scaravelli     | Silvia 1895 †1932                     | Silvia 1895 †1932                                  |                                                    | Gualtiero                                        | Gualtiero                              |                      |                       |                       |                     |                     |                     |                |          |
|          |                  |                  |           |           |          |                   |                      |                      |                    |                    |               |               |                    |                    |                                       |                                                     |                                                     |                       |                                         |                                         |                               |                                        |                                                   |                                              |                                              |                                       |                                       |                                                    |                                                    |                                                  |                                        |                      |                       |                       |                     |                     |                     |                |          |
|          |                  |                  |           |           |          |                   |                      |                      |                    |                    |               |               |                    |                    |                                       |                                                     |                                                     |                       |                                         |                                         |                               |                                        |                                                   |                                              |                                              |                                       |                                       |                                                    |                                                    |                                                  |                                        |                      |                       |                       |                     |                     |                     |                |          |
|          |                  |                  |           |           |          |                   |                      |                      |                    |                    |               |               |                    |                    |                                       | Vittorio †                                          | Vittorio †                                          |                       |                                         |                                         | Alberto †                     | Alberto †                              | Adriana *1930 †2014                               | Adriana *1930 †2014                          | Giuseppe *1933 †2018                         | Giuseppe *1933 †2018                  |                                       | Corrado *1939 †1945                                | Corrado *1939 †1945                                | Maria Pia *1949 †2022                            | Maria Pia *1949 †2022                  | Gianni Luigi *1950   | Gianni Luigi *1950    |                       |                     |                     |                     |                |          |
|          |                  |                  |           |           |          |                   |                      |                      |                    |                    |               |               |                    |                    |                                       |                                                     |                                                     |                       |                                         |                                         |                               |                                        |                                                   |                                              |                                              |                                       |                                       |                                                    |                                                    |                                                  |                                        |                      |                       |                       |                     |                     |                     |                |          |
|          |                  |                  |           |           |          |                   |                      |                      |                    |                    |               |               |                    |                    |                                       |                                                     |                                                     |                       |                                         |                                         |                               |                                        |                                                   |                                              |                                              |                                       |                                       |                                                    |                                                    |                                                  |                                        |                      |                       |                       |                     |                     |                     |                |          |
|          |                  |                  |           |           |          |                   |                      |                      |                    |                    |               |               |                    |                    | Filippo                               | Filippo                                             | Antonio †                                           | Antonio †             | Paolo                                   | Paolo                                   |                               |                                        | Iacopo                                            | Iacopo                                       |                                              |                                       |                                       |                                                    |                                                    |                                                  | Luigi Prospero *2001                   | Luigi Prospero *2001 | Francesco Maria *2002 | Francesco Maria *2002 |                     |                     |                     |                |          |
|          |                  |                  |           |           |          |                   |                      |                      |                    |                    |               |               |                    |                    |                                       |                                                     |                                                     |                       |                                         |                                         |                               |                                        |                                                   |                                              |                                              |                                       |                                       |                                                    |                                                    |                                                  |                                        |                      |                       |                       |                     |                     |                     |                |          |
|          |                  |                  |           |           |          |                   |                      |                      |                    |                    |               |               |                    |                    |                                       |                                                     |                                                     |                       |                                         |                                         |                               |                                        |                                                   |                                              |                                              |                                       |                                       |                                                    |                                                    |                                                  |                                        |                      |                       |                       |                     |                     |                     |                |          |
|          |                  |                  |           |           |          |                   |                      |                      |                    |                    |               |               |                    |                    |                                       |                                                     |                                                     | Alberto               | Alberto                                 | Giovanni                                | Giovanni                      | Pietro                                 | Pietro                                            | Carlo                                        | Carlo                                        |                                       |                                       |                                                    |                                                    |                                                  |                                        |                      |                       |                       |                     |                     |                     |                |          |

Titolo di marchese
I discendenti di Marcello di Giuseppe (1779-1857) ottennero il riconoscimento del titolo di marchese e di signori di Vezzano, Carpena, Montedivalli, Beverino, Ponzano e Vesigna con RR.LL.PP. di R. assenso 21 maggio e D.M. di riconoscimento 30 giugno 1902.

## Palazzi e Residenze
- Palazzo De Nobili (originario), La Spezia
- Palazzo Oldoini De Nobili, La Spezia
- Palazzo Castagnola, La Spezia
- Palazzo Costa, Beverino
- Villa De Nobili, La Spezia (quartiere della Chiappa)
- Villa De Nobili, La Spezia (località La Foce)
- Villa De Nobili, Vezzano Ligure
- Villa Nobili, Nizza
- Villa De Nobili, Collina d'Oro Lugano (oggi sede della TASIS Switzerland: The American School in Switzerland)